# Licchhavi's
De Licchavi's of Lichchavi's waren in de oudheid een stam of etnische groep in de oostelijke Gangesvlakte in het noorden van India, in het huidige grensgebied tussen Nepal en de Indiase deelstaten Bihar en Uttar Pradesh. Ze worden vermeld in bronnen uit de late Vedische tijd (rond 500 v.Chr.). Een millennium later regeerde een gelijknamige Licchavi-dynastie de Kathmanduvallei verder naar het noorden. Mogelijk was deze dynastie verwant met de Laat-Vedische Licchavi's, maar dit is niet zeker.

## Licchavi's van de oostelijke Gangesvlakte
In de Purana's en in boeddhistische teksten uit de 5e eeuw v.Chr. worden de Licchavi's genoemd als de sterkste stam van de Vriji-confederatie. Deze Licchavi's bevolkten destijds de noordelijke oever van de rivier de Ganges, in het tegenwoordige Bihar. Ze werden bestuurd als een soort tribale oligarchie, een gana-sangha. In de hoofdstad van de Licchavi's, Vaishali, regeerde een raad van 7707 familiehoofden. Deze droegen allen de titel radja (koning of prins). De boeddhistische teksten beschrijven hoe koning Ajatashatru van Magadha, een rijk ten zuiden van het gebied van de Licchavi's, oorlog tegen hen voerde. De oorlog duurde vele jaren voordat Ajatashatru uiteindelijk de Licchavi's onderwierp.
De Licchavi's bleven eeuwenlang een macht van betekenis in de regio. De opkomst van de Gupta's in het begin van de 4e eeuw n.Chr. werd mogelijk gemaakt door het huwelijk van de Guptaheerser Chandragupta I met een prinses van de Licchavi's, Kumaradevi.

## Licchavidynastie van de Kathmanduvallei
Of de dynastie die in het eerste millennium over een koninkrijk in de Kathmanduvallei heerste verwant was aan de eerdere Licchavi's uit de Gangesvlakte is onbekend. Er zijn overeenkomsten in plaatsnamen en vondsten van aardwerk uit de Kathmanduvallei en dat uit de omgeving van Vaishali, maar er is geen definitief bewijs voor een verband.
Een bijzondere inscriptie uit 465 n.Chr. vermeldt hoe koning Manadeva zijn moeder overhaalde zich niet van het leven te beroven toen zijn vader overleed. Dit is de oudst bekende verwijzing naar het hindoeïstische gebruik van weduwenverbranding ("sati").
In de 7e eeuw raakten de Licchavi's vazallen van het Tibetaanse Rijk in het noorden, vermoedelijk nadat een Licchavikoning met Tibetaanse militaire hulp zijn troon wist te heroveren in 624. Volgens de traditie huwde de Tibetaanse koning Songtsen Gampo de Licchaviprinses Bhrikuti, maar sommige historici twijfelen of deze prinses werkelijk bestaan heeft. Aan de Tibetaanse macht over de Kathmanduvallei kwam aan het begin van de 8e eeuw na een volksoproer een einde. In dezelfde eeuw kwam een einde aan de Licchavidynastie. Het centrale gezag in de Kathmanduvallei zou terugkeren met de stichting van de Malladynastie rond 800.